# Industriegebied

Wegwijzer naar industriegebied

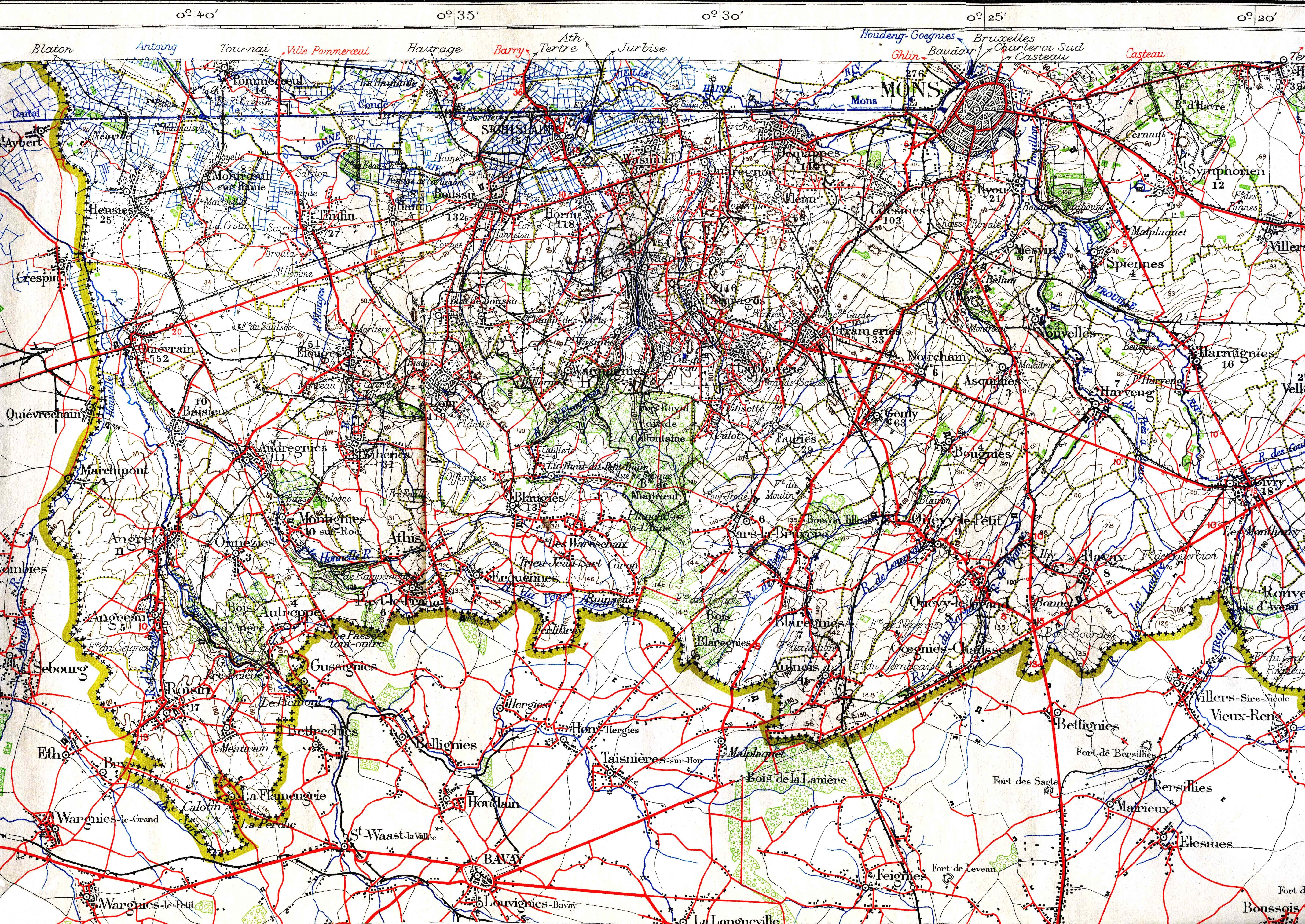
Spoorwegen (zwart), buurtspoorwegen en tramlijnen (rood) en waterwegen (blauw) in een zuidelijk deel van de Borinage. Stafkaart uit 1933.

Een industriegebied is een gebied dat gekenmerkt wordt door een concentratie van industrie. Vanaf de twintigste eeuw is dit in rijke landen vaak het resultaat van planning. De samenklontering kan ook  spontaan ontstaan, bijvoorbeeld rond infrastructuur, grondstoffen, toeleveranciers of koopkrachtige vraag.
In ruime zin kan de term gebieden met uiteenlopende schaalgrootte aanduiden. De Manufacturing Belt in de Verenigde Staten beslaat bijvoorbeeld enkele noordoostelijke staten, maar daarentegen kan ook een klein terrein in een woonwijk als industriegebied aangeduid worden. Daarvoor is echter de term bedrijventerrein of bedrijfsterrein opgekomen.

## Geschiedenis
Vanaf de (eerste) industriële revolutie tot in de twintigste eeuw was er nauwelijks sprake van systematische planning. Bedrijven die aangetrokken werden door mogelijkheden van transport en logistiek, concentreerden zich rond verbindingswegen, spoorlijnen, waterwegen en havens, waardoor ze midden in de steden kwamen te liggen die daar al als handelsstad lagen, bijvoorbeeld bij kruisende verkeersaders. Het omgekeerde gebeurde ook: aangetrokken door de welvaart of de vraag naar personeel, groeiden er dorpen en steden rond de industrie, zoals bijvoorbeeld Eindhoven. Het resultaat was een dichtbebouwd gebied met zwakke scheiding tussen woon- en werkfuncties. Vervuiling, slechte levensomstandigheden, verkeersknelpunten en stedenbouwkundige problemen waren het gevolg. De overheid werd voor de keus gesteld om actief en soms verstorend in te grijpen of er het beste van te maken. In Nederland en andere Europese landen is het gebruikelijk om zware industrie uit de steden te verdrijven waar dit mogelijk is, maar grote havens, zoals de haven van Rotterdam en die van Antwerpen en Bremen (Bremerhaven) hebben die mogelijkheid niet. 
Bedrijfstakken die aangetrokken worden door grondstoffen, zoals de mijnbouw en de staalindustrie, hebben vaak een andere dynamiek: zij concentreren zich rond de wingebieden en bepalen het aanzien van hele regio's, maar bezetten deze niet volledig, al ontstaan er op kleinere schaal wel scherp afgebakende gebieden. Goede transportroutes zijn een groot pre, zoals de Grote Meren bij de Manufacturing Belt, maar waar ze tekortschieten worden ze aangelegd, zoals in de Belgische Borinage en het Duitse Ruhrgebied, die beiden een fijnmazig en soms chaotisch netwerk van verkeerswegen, spoorwegen en waterwegen ontwikkelden. Deze gebieden ontwikkelen vaak een industriële monocultuur, waardoor ze kwetsbaar zijn voor maatschappelijke ontwikkelingen. De Manufacturing Belt ("productiegordel") werd de Rust Belt ("roestgordel"), en in het Ruhrgebied en de Borinage ontstonden maatschappelijke problemen die samenhingen met faillissementen, bedrijfssluitingen en massawerkloosheid. 

## Nederland
In Nederlandse regelgeving is een industrieterrein een zone die in het plan van ruimtelijke ordening aangemerkt wordt als geschikt voor grote bedrijven en (zware) industrie. Kleinere bedrijven worden gewoonlijk niet actief geweerd, maar infrastructuur en kavelgrootte zijn toegespitst op de eisen van grootschalige bedrijfsvoering. Niettemin ziet men op industrieterreinen wel bedrijfsverzamelgebouwen, waar een keur aan kleine ondernemingen zich gezamenlijk vestigt, meestal in bestaande bebouwing. Industriegebieden lagen vroeger vaak aan grote waterwegen, en tegenwoordig aan verkeersaders om de aan- en afvoer van grondstoffen en producten te vergemakkelijken.
In Nederland is het spraakgebruik niet duidelijk afgebakend. Vroeger werden zelfs kleine terreinen midden in een wijk wel industrieterrein genoemd, maar de term bedrijventerrein of bedrijfsterrein is nu meer in zwang. De term bedrijvenpark wordt wel gebruikt voor kleinschalige of hoogwaardige terreinen, maar onvermijdelijk gebruiken gemeenten de term om bijvoorbeeld verouderde terreinen of winkeldochters aan de man te brengen. Broedplaats of incubator zijn in bepaalde kringen gangbaar geweest, maar de toekomst van die termen is onzeker. Ook tradepark, innovatiecentrum en vele andere andere termen worden uitgeprobeerd. Incubator is een aanduiding die tijdens de internetzeepbel in zwang was, en bedrijven die de implosie daarvan overleefd hebben, proberen in aansluiting op het Angelsaksische bedrijfsleven de term nieuw leven in te blazen, maar buiten de Randstad is het volslagen onbekend.

## België
Een zone voorbestemd voor kleinere bedrijven wordt in Vlaanderen een kmo-zone genoemd.